# Man Down (filme)
Man Down (bra: Man Down: O Terror da Guerra; prt: Man Down - A Guerra) é um filme americano de guerra, drama e suspense, sendo dirigido pelo Dito Montiel e escrito por Adam G. Simon. Com as estrelas de cinema Shia LaBeouf, Kate Mara, Gary Oldman, Jai Courtney e Jose Pablo Cantillo. Foi exibido na festa de Gala Apresentações seção de 2015 em Toronto International Film Festival. O filme teve sua estréia mundial no Horizonte seção de 72 Festival Internacional de Cinema de Veneza , em 6 de setembro de 2015.

## Sinopse
Ao retornar para casa nos Estados Unidos, o ex-Fuzileiro naval e veterano de guerra Gabriel Drummer (Shia LaBeouf), procura desesperadamente o paradeiro de seu filho, Jonathan, e a esposa, Natalie (Kate Mara). Acompanhado do seu melhor amigo (Jai Courtney) nessa perigosa jornada, ele descobre que sua terra natal não é tão diferente dos lugares onde costumava combater.  Eventualmente ele fará uma descoberta que mudará para sempre a história da sua família.[carece de fontes?]

## Elenco
- Shia LaBeouf como Gabriel Drummer
- Kate Mara como Natalie Drummer
- Gary Oldman como o Capitão Peyton
- Jai Courtney como Devin Roberts
- Clifton Collins Jr. como Charles
- Jose Pablo Cantillo como Taylor
- Charlie Shotwell como Jonathan Michael Drummer

## Produção
As filmagens
As filmagens começaram em 30 de outubro de 2014 na cidade de Nova Orleans, Louisiana, e terminou em 5 de dezembro de 2014.

## Recepção
No agregador de críticas Rotten Tomatoes, que categoriza as opiniões apenas como positivas ou negativas, o filme tem um índice de aprovação de 16% calculado com base em 55 comentários dos críticos que é seguido do consenso: "Bem intencionado, mas no geral mal julgado, Man Down faz uma tentativa infeliz e confusa de extrair um drama pensativo dos destroços emocionais da guerra moderna." Já no agregador Metacritic, com base em 17 opiniões de críticos que escrevem para a imprensa tradicional, o filme tem uma média ponderada de 28 entre 100, com a indicação de "revisões geralmente desfavoráveis".
Josh Lasser da IGN deu ao filme uma nota 6,1 de 10, afirmando que "apesar do público saber o que vai acontecer antes de acontecer, e como tudo vai acabar, o filme ainda consegue provocar uma reação." Deborah Young, do The Hollywood Reporter, comentou que "a atuação [de Shia LaBeouf] é superada pela ambição grandiosa e equivocada do filme de alternar entre gêneros, de filme de guerra à ficção científica, do filme familiar ao íntimo psicológico." Kenji Fujishima da Slant Magazine disse que "infelizmente, Montiel falha com seu ator principal, destruindo a angústia do Drummer ao transformá-la em um truque de salão, negando-lhe assim a humanidade que LaBeouf tão corajosamente tenta transmitir."